# NGC 1
NGC 1 (또는 GC 1, UGC 57, PGC 564, Holm 2a)는 페가수스자리 방향으로 지구로부터 약 2억 1,000만~2억 1,500만 광년 떨어져 있는 나선 은하로 형태 분류상 Sbc형에 속한다. 하인리히 루트비히 다레스트가 1861년 9월 30일 발견했다. LEDA 1818016과도 상호 작용하는 지는 의문이다.

## 관측 역사
1860년 하인리히 루트비히 다레스트는 코펜하겐 천문대에서 11 인치 반사 망원경을 시험하던 중 NGC 1을 발견했다. 이 은하의 발견은 다레스트가 발견한 최초의 심원 천체라는 점에서 더욱 의미가 있다. 그는 NGC 1의 발견을 '희미하고, 작으며, 둥글고, (북쪽과 남쪽에 있는) +11~14 등급 밝기 항성들 사이에 있음'이라고 기술했다. 1866년과 1868년에 헤르만 슐트스도 웁살라에서 9.6 인치 반사 망원경을 이용하여 NGC 1을 관측했다.
당시 다레스트와 슐트스 모두 훨씬 어두운 NGC 2를 발견하지 못했다. NGC 1은 NGC 2와 매우 가까이 붙어 있는 것처럼 보이지만 실제로 두 천체는 멀리 떨어져 있으며 묶여 있지 않다. NGC 2를 발견한 사람은 로렌스 파슨스로 당시 그는 NGC 2를 NGC 1의 '동반 천체'로 생각했다.

## 상세

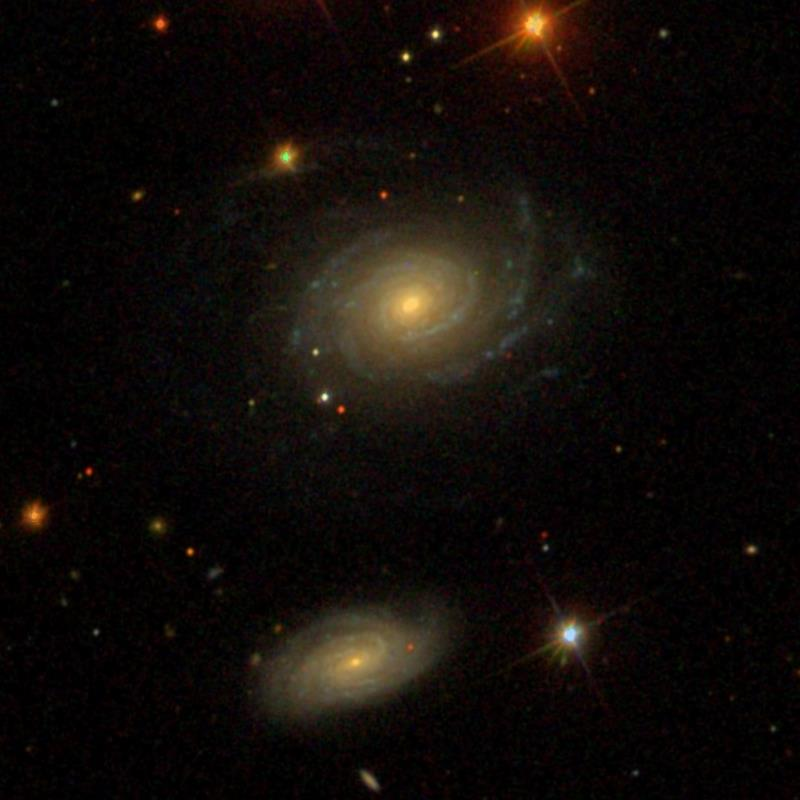
NGC 1(사진 중앙)과 NGC 2(사진 하단). 둘은 안시 이중 천체처럼 보이나 실제로는 서로 매우 멀리 떨어져 있다.

NGC 1의 지름은 약 14만 광년으로 추정되어 우리 은하(약 16만 광년)와 크기가 거의 비슷한 것으로 보인다. 겉보기 등급은 13.65에 불과하여 너무 어두워 밤하늘에서 맨눈으로 볼 수 없으나 절대 등급은 -22.08로 우리 은하보다 약 2~3 배 정도로 광도가 높다. NGC 1에서 가장 가까운 이웃 은하는 지름 약 8만 광년 크기의 UGC 69로 둘은 약 400만 광년 떨어져 있다.
NGC 1의 겉보기 크기는 1.6' × 1.2'이다. 형태는 허블 순차와 드 보클레르의 확장된 허블 순차에 따르면 SABbc로 '뚜렷하지 않은 은하핵 막대'와 '헐겁게 감긴 모양의 나선팔' 구조를 보여준다. 중심부 은하의 지름은 약 9만 광년에 불과하지만, 거대하면서 분산 되어 있는 나선팔이 중심부로부터 동쪽으로 확장되어 있으며 이 팔은 과거 은하간 병합 사건으로 생긴 것 같다.
약 0.015177의 적색 편이와 그로부터 나오는 초당 약 4,450 킬로미터의 후퇴 속도에 기반하여 태양계로부터 NGC 1 까지의 거리는 허블의 법칙을 이용하여 계산할 수 있다. 현재의 관측 데이터를 이용하면 지구로부터 이 은하까지의 거리는 약 2억 1,000만 ~ 2억 1,500만 광년이 나오며 이 거리는 적색 편이를 고려하지 않고 구한 예상 거리인 1억 7,500만 ~ 2억 4,500만 광년에 잘 부합된다. NGC 1의 후퇴 속도를 초 당 약 2,215 킬로미터로 구한 측정치에 따르면 이 은하 까지의 거리는 대략 1억 광년으로 줄어든다. 그러나 대다수 천문학자들은 이 값을 신뢰하지 않으며 다른 은하의 값을 잘못 부여한 것이라고 믿고 있다.

## 천체 목록
NGC 1은 상기 천체 목록의 후속작 신판일반목록에도 첫 번째로 등재되어 있다. 해당 목록을 편집할 당시(원기 1860)의 좌표 상으로 NGC 1은 목록에 수록된 모든 천체들 중 경도가 가장 작아서 그 자체로는 특별히 눈에 띄는 은하가 아님에도 적경 순서에 따라 첫 번째로 수록되었던 것이다. 이후 NGC 1의 좌표는 변화했으며 현재 기준으로 이 은하는 더 이상 NGC 천체들 중 적경이 가장 작은 천체가 아니다.
NGC 1은 웁살라 일반목록과(UGC 57) 주요 은하 목록에도(PGC 564) 실려 있다.

## 같이 보기
- 페가수스자리
- NGC 1 ~ 999 목록
- 나선 은하